# Formiana chilenaria
Formiana chilenaria là một loài bướm đêm trong họ Geometridae.